# أيوب لكرد
أيوب لكرد مواليد (21 يونيو 1995، ببوزنيقة) لاعب كرة قدم مغربي يشغل مركز حراسة المرمى لصالح نادي سيمبا التنزاني.

## مسيرته الكروية
ولد أيوب لكرد ونشأ في مدينة بوزنيقة وانضم إلى أكاديمية نهضة بركان في سن مبكرة. ظهر لأول مرة كمحترف في 2014 في بطولة الدوري مع النادي البركاني. في 2018 فاز بكأس العرش، بعد موسم وصل إلى نهائي كأس الكونفيدرالية الإفريقية مع ناديه وخسروه في النهائي بركلات الترجيح.
في 1 أغسطس 2019، وقع مع نادي الجيش الملكي في الرباط. أنهى موسمه الأول في المركز السادس بالبطولة ، بعد أن شارك في مجموع مباراتين. في 14 مايو 2022 ، فاز بكأس العرش بعد فوزهم 3-0 في النهائي على ملعب أدرار بأكادير على نادي المغرب التطواني.

## الإنجازات
نهضة بركان
- كأس العرش : 2018

 الجيش الملكي
- الدوري المغربي : 2023
- كأس العرش : 2020

### المنتخب
المغرب
- بطولة أمم أفريقيا للمحليين : 2020

## روابط خارجية
- أيوب لكرد على موقع قاعدة بيانات كرة القدم.إي يو (الإنجليزية)